# Magere Brug
El Magere Brug (puente estrecho) es un puente situado sobre el río Amstel, en el centro de la ciudad de Ámsterdam, a la altura de Kerkstraat, entre los canales de Keizersgracht y Prinsengracht. La sección central del Magere Brug es un puente basculante de madera y pintado de blanco.

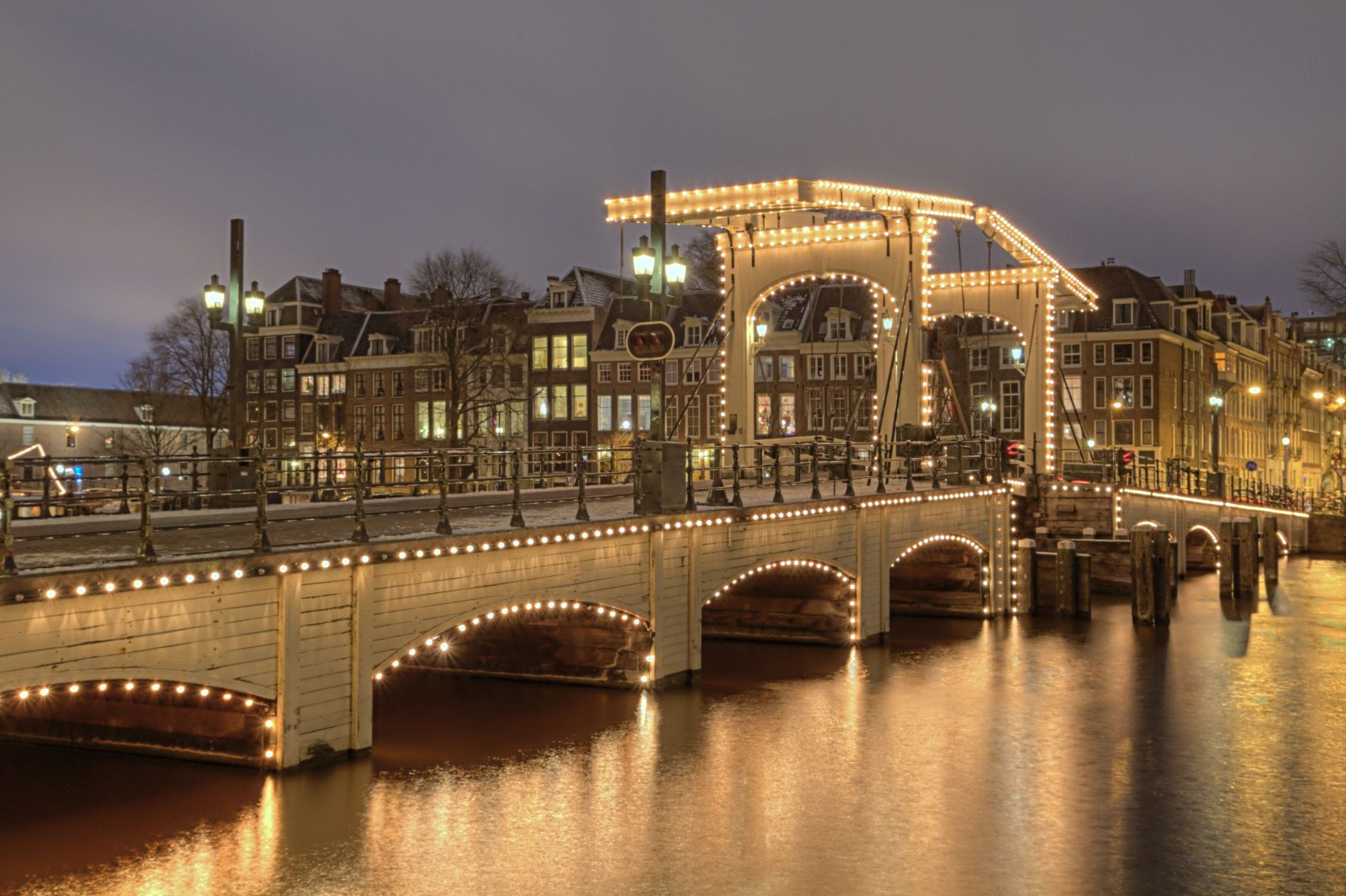
Visión nocturna del puente iluminado.

El puente actual fue construido en 1934, mientras que el primer puente que se construyó en esta ubicación se levantó en 1691, era conocido como Kerkstraatbrug y tenía 13 arcos. Debido a su estrechez se comenzó a conocer como Magere Brug, que literalmente significa "puente flaco". En 1871 el estado del puente era tan malo que fue demolido y reemplazado por un puente de madera de nueve arcos. Cincuenta años más tarde, este puente también necesitaba ser reemplazado. El arquitecto Piet Kramer realizó varios diseños para sustituirlo por un puente de acero y piedra, pero la ciudad decidió construir un nuevo puente que tenía el mismo aspecto que el anterior, sólo un poco más grande. De este modo, en 1934 el anterior puente fue demolido y reemplazado. La última renovación fue en 1969. Hasta 1994 el puente se abría a mano, pero actualmente es abierto de forma automática. Desde 2003, el uso del puente se ha limitado a peatones y ciclistas. Sin embargo, se abre muchas veces al día para dejar pasar el tráfico fluvial. Las embarcaciones utilizadas para excursiones turísticas son suficientemente bajas como para atravesarlo por debajo cuando está cerrado. El puente está decorado con 1.200 bombillas que lo iluminan en la noche.
Se cuenta a los turistas que el origen del puente levantado en 1691, es que fue construido por dos hermanas ricas que vivían en lados opuestos del río y querían visitarse sin tener que hacer un camino más largo a través de otro puente. En una variante de la historia de las hermanas, aunque ricas, no eran lo suficientemente adineradas como para permitirse el lujo de levantar un puente de anchura normal y por eso construyeron un puente muy estrecho, de ahí su nombre. En otra variante de la historia, el apellido de las hermanas era Mager, de ahí el nombre del puente (y no por su estrechez).
El puente se puede ver en varias escenas de películas, como Diamantes para la eternidad de la saga del agente James Bond, del año 1971.